# Jules Hardouin-Mansart
Jules Hardouin-Mansart (París, 16 d'abril del 1646 - Marly-le-Roi, Regne de França, 11 de maig del 1708) fou un arquitecte francès, un dels més importants del segle xvii europeu, considerat la culminació del Barroc a França, estil que va servir per engrandir el nom de Lluís XIV.
Nascut com Jules Hardouin, es va formar amb el seu besoncle François Mansart, reconegut arquitecte iniciador de la tradició clàssica en l'arquitectura francesa, de qui heretaria el seu recull de plànols i dibuixos, així com el seu cognom. També se formaria amb Libéral Bruant, que aleshores era l'arquitecte en cap de l'Hôtel des Invalides, l'hospital de veterans de guerra de París. Després de dissenyar els plànols del castell de Clagny, per Madame de Montespan, es va guanyar l'afecte de Lluís XIV.
La seva posició important, com arquitecte principal del rei en una França que era la nació més important d'Europa, li va permetre crear els monuments més significatius del seu període, i marcar la tendència que adquiriria l'arquitectura tardo-barroca francesa. L'arquitectura francesa va estendre la seva influència per tot Europa, arribant fins a Sant Petersburg i, fins i tot a Constantinoble. També cal remarcar, no obstant això, que s'especula que degut a la seva important posició burocràtica, es pensa que realment era bastant poc responsable dels projectes que es construïen amb el seu nom, crítiques que infravaloren la disciplina de control dins d'un estudi d'arquitectura de cort clàssica.